# Педан Олег Ігорович
Педан Олег Ігорович (2 лютого 1960, Дніпропетровськ, УРСР, СРСР — 2 лютого 2020, Київ, Україна) — український ляльковий майстер, художник-аніматор, режисер-аніматор, сценарист. Лауреат міжнародних фестивалів. Член Української кіноакадемії.

## Біографічні відомості
Олег Педан Ігорович народився у Дніпропетровському 2 лютого 1960 року.
У 1988 році закінчив Державний Університет ім. Т. Г. Шевченка, біологічний факультет.
З 1992 року працював на Українській кіностудії анімаційних фільмів.
Був автором призів Міжнародного кінофестивалю анімаційних фільмів «Крок».
Входив до складу журі фестивалю «Крок-2015» та XXIII МКФ «Крок-2016».
У 2017 році з фільмом «Лахмітко» (2016, режисер) брав участь в конкурсній програмі XXIV Міжнародного фестивалю анімаційного кіно «Крок».
У 2019 році з фільмом «Цирк на дроті» (2019) брав участь у Національній конкурсній програмі XXVI Міжнародного фестивалю анімаційних фільмів «КРОК–2019: у рідній гавані».
Олег Педан пішов з життя після тяжкої хвороби у свій день народження — 2 лютого 2020 року йому виповнилося 60 років.

## Фільмографія
(неповна)
- «Як козаки інопланетян зустрічали» (1987, монтаж)

- «Їжачок і дівчинка» (1988, монтаж)
- «Правда великим планом» (1988, монтаж)
- «Три Паньки хазяйнують» (1990, монтажер)
- «Енеїда» (1991, монтаж)
- «Крокодил» (1991, монтаж)
- «Ми — чоловіки!» (1992, монтаж)
- «Грицеві писанки» (1995, художник у співавт.)
- «Тополя» (1996, художник у співавт.)
- «Покрово-Покрівонько...» (1997, художник у співавт.)
- «Літачок Ліп» (2000, художник-аніматор у співавт.)
- «Йшов трамвай дев'ятий номер» (2002, аніматор)
- «Коп і Штик. Завзяті кроти» (2006, у титрах О. Пєдан, художник-аніматор у співавт.) та інші.

### Режисерські роботи
- «Залізний вовк» (1999, режисер у співавт. з Н. Марченковою; художник у співавт.)
- «Світла особистість» (2001, автор сценарію, режисер)
- «Нікого немає вдома» (2003, автор сценарію, режисер, аніматор)
- «Ключ» (2004, автор сценарію, режисер, аніматор)
- «Будиночок для равлика» (2005, автор сценарію, режисер, аніматор)
- «Найменший» (2006, автор сценарію, режисер, аніматор)
- «Двісті перша» (2013, режисер)
- «Атракціон» (2015, автор сценарію, режисер)
- «Лахмітко» (2016, режисер)
- «Цирк на дроті» (2019, автор сценарію, режисер)[6]

## Нагороди та відзнаки
- 1999 — Міжнародний фестиваль анімаційних фільмів «Крок»: Приз за найкращий фільм в категорії «Фільми для дітей» (мультфільм «Залізний вовк» (1999)[7]
- Мультфільм «Світла особистість» (2001):
  - «Молодість», 2001 — Приз Міжнародної федерації кіноклубів (FICC)
  - «Золотий витязь» — Бронзовий витязь
  - «Анімайовка», 2002 — Приз за найкращий експериментальний фільм[8]
- 2019 — Міжнародний фестиваль анімації для дітей «Золота рибка»: Спеціальні дипломи журі — «За найкращий ляльковий фільм» (мультфільм «Равлики»)[9]
- 2017 — Український кінофестиваль україномовного кіно «Відкрита ніч»: Дубль 20 (2017) — Диплом у номінації анімація (мультфільм «Лахмітко» (2016)

Номінації:
- 2016 — Мультфільм «Лахмітко» (2016): номінація на Премію НСКУ за найкращий анімаційний фільм
- 2017 — Мультфільм «Лахмітко» (2016): номінація на Премію «Золота дзиґа» за найкращий анімаційний фільм